# 达尔西诺波利斯
达尔西诺波利斯是巴西托坎廷斯州的一个市镇。总面积1548.89平方公里，总人口5130人，人口密度3.3人/平方公里。